# Didam
Didam (o Diem) è una località dei Paesi Bassi situata nella municipalità di Montferland, nella provincia della Gheldria.
Il 1º gennaio 2005 il comune autonomo è stato unito con Bergh nel nuovo comune di Montferland.